# Leopard (Schiff, 1929)
Die Leopard war ein Torpedoboot der Reichs- und Kriegsmarine und gehörte zur Raubtier-Klasse. Das Schiff fuhr Einsätze im Rahmen des Spanischen Bürgerkrieges. Im Zweiten Weltkrieg nahm die Leopard an Minenlegeinsätzen in der Nordsee teil und wurde mit Geleitschutz- und Sicherungsaufgaben betraut. Während des Unternehmens Weserübung war das Torpedoboot Bestandteil der Gruppe 3, die Bergen angriff.
Die Leopard sank bei einem Minenunternehmen im Skagerrak nach Kollision mit dem Minenschiff Preußen am 30. April 1940.

## Geschichte

### Bau
Das Torpedoboot wurde unter der Baunummer 114 gemeinsam mit der späteren Jaguar am 4. Mai 1927 bei der Reichsmarinewerft in Wilhelmshaven auf Kiel gelegt. Beide Boote sowie ihre Schwesterschiffe Tiger und Luchs liefen am 15. März 1928 vom Stapel. Dabei hielt Vizeadmiral Iwan Oldekop die Taufrede für alle vier Torpedoboote. Marion von Laffert, deren Vater, Korvettenkapitän Hans von Laffert, 1917 als Kommandant des Hilfskreuzers Leopard bei dessen Versenkung gefallen war, übernahm die Taufe der Leopard. Die Fertigstellung und Ausrüstung des Torpedobootes zog sich noch bis in den Sommer 1929 hin.

### Indiensthaltung 1929 bis 1932
Die Leopard wurde am 15. August 1929 erstmals in Dienst gestellt und der 3. Torpedoboots-Halbflottille unterstellt. Bis Anfang Oktober führte sie diverse Probefahrten durch. Bei einer simulierten Durchbruchsübung am 29. Oktober 1929 kollidierte die Leopard mit dem Linienschiff Schleswig-Holstein. Es wurde niemand verletzt, doch musste die Luchs ihr Schwesterschiff nach Kiel einschleppen. Von dort lief die Leopard am 3. November nach Wilhelmshaven, wo die entstandenen Schäden repariert wurden. Vom 2. April bis zum 18. Juni 1930 nahm die  Leopard an der Mittelmeerreise der Flotte teil. Am 1. Oktober 1932 wurde das Boot außer Dienst gestellt und durch die Iltis ersetzt.

### Indiensthaltung 1933 bis 1937
Die Leopard wurde am 29. Juli 1933 wieder in Dienst gestellt und löste die Seeadler ab, deren Mannschaft auf die Leopard wechselte. Das Boot gehörte zur 2. Torpedobootshalbflottille und fungierte als ihr Führerboot. Im Oktober 1933 erfolgte die Unterstellung der Flottille unter den Führer der Torpedoboote (FdT), als dessen Führerboot die Leopard bis zum 1. Mai 1937 diente, als der Zerstörer Leberecht Maass diese Funktion übernahm. Diese neue Dienststelle übernahm zuerst  Korvettenkapitän Kurt Fricke.
Im Juli 1936 stach die Leopard zusammen mit Seeadler, Albatros und Luchs Richtung Spanien in See, wo die Boote im Rahmen der internationalen Seeblockade eingesetzt wurden. Die Primäraufgabe der Leopard bestand zunächst in der Unterstützung von Flüchtlingen. Später war das Schiff vor Sevilla im Einsatz und an der Befreiung des deutschen Konsuls in Málaga beteiligt. Am 20. August kehrte das Torpedoboot in die Heimat zurück. Die Leopard war im Oktober und November 1936 sowie im Mai und Juni 1937 erneut vor Spanien im Einsatz. Unter anderem sicherte die 2. Torpedobootsflottille die Admiral Scheer bei der Beschießung Almerías. Dabei nahm die Flottille eine Strandbatterie unter Feuer. Den vorübergehend letzten Einsatz in spanischen Gewässern fuhr die Leopard von Juli bis Oktober 1937. Am 28. Oktober 1937 wurde das Boot erneut außer Dienst gestellt.

### Indiensthaltung 1938 bis 1940
Die dritte und letzte Indienststellung der Leopard erfolgte am 29. März 1938. Nach der Zuteilung zur 4. Torpedoboot-Flottille unter dem Kommando des späteren Konteradmirals Georg Waue erfolgte der Einsatz des Schiffes von Juni bis August 1938 erneut in spanischen Gewässern. Mitte August 1938 kehrte das Torpedoboot nach Deutschland zurück. Im März 1939 gehörte es zu den Streitkräften, die bei der Wiedereingliederung des Memellandes in das Deutsche Reich eingesetzt wurden. Dabei brachte das Torpedoboot Adolf Hitler von der vor Memel liegenden Deutschland in den Hafen der Stadt. Ab April 1939 unterstand die Leopard der 6. Torpedoboots-Flottille, welche weiterhin unter dem Kommando von Waue aus der 4. Torpedoboots-Flottille aufgestellt worden war.
Vor dem Ausbruch des Zweiten Weltkrieges überwachte das Boot Seegebiete in der westlichen und östlichen Ostsee. Nach dem Beginn des Krieges nahm die Leopard bis Ende März 1940 an Minenunternehmungen teil, beteiligte sich im Handelskrieg und wurde für Sicherungs- und Geleitaufgaben abgestellt. Unter anderem sicherte sie am 13. November 1939 die Leichten Kreuzer Nürnberg und Köln und am 17. November die Nürnberg und die Leipzig. Am 31. März 1940 begleitete die Leopard den Hilfskreuzer Atlantis, der zum Handelskrieg auslief, während seiner Fahrt durch die Deutsche Bucht. Während des Unternehmens Weserübung war die Leopard Teil der Kriegsschiffgruppe 3 mit dem Ziel Bergen. Von dort lief das Schiff bereits am 9. April 1940 gemeinsam mit der Wolf und der Köln wieder aus und traf am 11. April in Wilhelmshaven ein.

### Verbleib
Am 29. April 1940 lief die Leopard zu einer Minenunternehmung gemeinsam mit dem Minenschiff Preußen im Skagerrak aus. Hierbei versagte das Ruder des Torpedobootes, das daraufhin dem Minenschiff direkt vor den Bug lief. Beide Schiffe kollidierten um 0.38 Uhr in der Nacht des 30. April. Die Preußen traf die Leopard dabei an der achteren Steuerbordseite, wodurch die Abteilungen III und IV des Torpedobootes voll Wasser liefen. Die Bordwand der Leopard wurde von der Abteilung II bis zur Schiffsmitte aufgerissen. Bei der Kollision starb der Sohn des Flottenchefs Wilhelm Marschall, Gernot Marschall. Die restliche Besatzung des Torpedobootes wurde von der Preußen übernommen. Die Leopard brach um 1.55 Uhr in der Höhe der Abteilung II durch und sank auf Position 57° 27′ N, 5° 31′ O.

## Kommandanten
| Dienstgrad           | Name                       | Datum                                  |
| -------------------- | -------------------------- | -------------------------------------- |
| Kapitänleutnant      | Gerhard Wagner             | 15. August bis 30. September 1929      |
| Kapitänleutnant      | Friedrich Traugott Schmidt | 1. Oktober 1929 bis 29. September 1931 |
| Oberleutnant zur See | Hans-Joachim Gloeckner     | 30. September 1931 bis 1. Oktober 1932 |
| Kapitänleutnant      | Alfred Schulze-Hinrichs    | 20. Juli bis September 1933            |
| Kapitänleutnant      | Rudolf Heyke               | September 1933 bis Oktober 1935        |
| Kapitänleutnant      | Heinz von Davidson         | Oktober 1935 bis 28. Oktober 1937      |
| Kapitänleutnant      | Wolf Henne                 | 29. März bis April 1938                |
| Kapitänleutnant      | Karl Kaßbaum               | April 1938 bis Oktober 1939            |
| Kapitänleutnant      | Hans Trummer               | Oktober 1939 bis 30. April 1940        |

## Bekannte Besatzungsangehörige
- Robert Gysae (1911–1989) war von 1967 bis 1970 als Flottillenadmiral Kommandeur der Marinedivision Nordsee.